# Penstemon perfoliatus
Penstemon perfoliatus là một loài thực vật có hoa trong họ Mã đề. Loài này được Brongn. mô tả khoa học đầu tiên năm 1844.